# Dudua pottsi
Dudua pottsi es una especie de mariposa del género Dudua, familia Tortricidae.
Fue descrita científicamente por Clarke en 1976.